# Pif Gadget
Pif gadget é uma revista francesa de histórias em quadrinhos lançada em fevereiro de 1969, a revista é sucessora da revista Vaillant, revista com a origem ligada ao Partido Comunista Francês.
Sucessora da Vaillant, le journal de Pif, desde o início, a Pif Gadget apresentou a particularidade de incluir um gadget em cada edição, mas também de propor histórias completas, inovadoras para a época, a maioria das outras críticas de bandas. quadrinhos sempre oferecendo histórias a seguir, forçando a lealdade do leitor.
Alternando com cada publicação os estilos "cômico" e "realista", além de cores e preto e branco, a revista lançou notadamente séries cult de quadrinhos franceses (como Corto Maltese, Rahan, Docteur Justice, etc., em estilo "realista", mas também Placid e Muzo, Pifou, Supermatou, Horace, cheval de l'Ouest, La Jungle en folie, Gai-Luron e Léonard e muitos outros, no gênero "cômico"), todas as edições continuaram a publicar as aventuras de Pif, o cachorro.
A Pif Gadget foi um grande fenômeno da imprensa nas décadas de 1970 e 80. Após uma interrupção de 1993 a 2004, apareceu novamente na forma de um mensal até novembro de 2008, depois na forma de uma edição especial em junho de 2015. Após o sucesso das edições especiais, a publicação da revista foi retomada em o nome Super Pif, em junho de 2015, termina em outubro de 2017 com a publicação do número 9 (a cessação final é anunciada no final de março de 2018). No final de junho de 2018, foi lançada uma campanha de financiamento coletivo com o objetivo de publicar, a partir do final de setembro de 2018, um novo semanário chamado Pif. Por fim, a revista, cuja licença de funcionamento foi transferida para o ex-deputado e ex-secretário de Estado Frédéric Lefebvre, a revista foi relançadam em 16 de dezembro de 2020 sob o título de Pif le mag, em publicação trimestral.

## Predecessoras
Pif tem sua origem no Le Jeune Patriote, uma revista juvenil publicada por comunistas franceses durante a ocupação alemã da França na Segunda Guerra Mundial. Foi publicado ilegalmente em janeiro de 1942, mas tornou-se legal em 1944. Em 1945, foi renomeado para Vaillant, Le Jeune Patriote. Em 1946, seu título foi reduzido para Vaillant, com a etiqueta "le journal le plus captivant" (A Revista Mais Cativante). Para a edição de abril de 1965, o título foi alterado para Vaillant, le journal de, devido à popularidade de seu personagem Pif, um cachorro criado por José Cabrero Arnal. Até 1969, a Vaillant, como seus concorrentes, publicava algumas histórias seriadas em várias edições, mas a revista nessa encarnação terminou com a edição número 1238 em 23 de fevereiro de 1969.

## Histórico
A Pif Gadget começou novamente como uma revista semanal com a edição número 1, lançada em 24 de fevereiro de 1969, mas manteve o número antigo em relação a Vaillant. A revista foi chamada Pif et son gadget surprise nos primeiros meses. O gadget era um brinquedo de "grátis" em cada edição, incluindo Pifises (camarão em estase, que os leitores podiam criar como animais de estimação minúsculos - conhecidos em inglês como macacos do mar).
A capa do Pif Gadget tinha o complemento Tout en récits (todos em histórias completas), indicando que todas as histórias em quadrinhos não seriadas que foram publicadas em várias edições.
Seus quadrinhos em destaque incluíam:
- Rahan
- Doc Justice
- Corto Maltese de Hugo Pratt
- Gai-Luron de Marcel Gotlib
- Les Aventures potagères du Concombre masqué de Nikita Mandryka

Les Pionniers de l'Espérance, de Raymond Poïvet e Roger Lecureux
Le Grêlé 7/13, Nasdine Hodja, Arthur le fantôme justicier, Les Rigolus et les Tristus, Corinne et Jeannot, Dicentim le petit Franc.

O documentarista Fredric Lean criou uma série baseada em 'Docteur Justice' para a rede de TV francesa M6.
A tiragem recorde da Pif Gadget foi de um milhão de cópias, primeiro em 6 de abril de 1970 e novamente em setembro de 1971. Isso estabeleceu um recorde para uma história em quadrinhos européia que ainda permanece. O jornal também se beneficiou de poder chegar aos países recém-industrializados e foi uma das poucas revistas ocidentais selecionadas a serem vendidas atrás da Cortina de Ferro devido a suas credenciais de esquerda. Entrou em rápido declínio, ao mesmo tempo em que a União Soviética desapareceu, com o enfraquecimento do conteúdo e as histórias se estendendo por várias edições. Sua última característica principal foi durante o bicentenário da Revolução Francesa em 1989. A versão original foi impressa pela última vez em fevereiro de 1993.
A Pif Gadget foi revivida como uma revista mensal em julho de 2004 sob a égide da Pif Editions, com tiragens de aproximadamente 100.000 unidades. Selada com cerca de 4 milhões de euros de dívidas, a empresa de 6 pessoas entrou em liquidação judicial (judiciário de reparação) em março de 2007 e foi liquidada (judiciário de liquidação) em 15 de janeiro de 2009. A última edição foi publicada em novembro de 2008.
Foi relançada em 2015 como uma revista trimestral chamado "Super Pif".